# Джеллико, Джон (яхтсмен)
Джон Фле́тчер Дже́ллико (англ. John Fletcher Jellico; 24 октября 1856, Лимерик, Манстер — 9 августа 1925, Ливерпуль) — британский яхтсмен, серебряный призёр летних Олимпийских игр 1908 года.
На Играх 1908 года в Лондоне Джеллико соревновался в классе 12 м. Его команда дважды приходила к финишу второй, заняв в итоге 2-е место.